# Xã Willowdale, Quận Dickinson, Kansas
Xã Willowdale (tiếng Anh: Willowdale Township) là một xã thuộc quận Dickinson, tiểu bang Kansas, Hoa Kỳ. Năm 2010, dân số của xã này là 267 người.